# Franz Oberacher
Franz Oberacher (Natters, 24 maart 1954) is een voormalig Oostenrijks voetballer, die zijn actieve loopbaan beëindigde in 1987.

## Clubcarrière
Hij speelde als aanvaller bij Wacker Innsbruck (van 1974 tot 1979), 1. FC Nürnberg (van 1979 tot 1981, waarin hij 21 keer scoorde in 56 wedstrijden), AZ'67 (van 1981 tot 1982, waarin hij de KNVB beker won en een van de vijf doelpunten maakte in de finales) en Austria Klagenfurt (van 1982 tot 1987).

## Interlandcarrière
Voor het Oostenrijks team speelde hij van 1976 tot 1985 in acht wedstrijden en scoorde één keer. Hij maakte deel uit van de nationale ploeg die deelnam aan het WK voetbal 1978 in Argentinië. Oberacher maakte zijn debuut voor de nationale ploeg op 28 april 1976 in de vriendschappelijke wedstrijd tegen Zweden, die met 1-0 werd gewonnen door een doelpunt van Hans Pirkner. Zijn eerste en enige interlandtreffer maakte hij op 30 januari 1979 in en tegen Israël.

## Erelijst
Wacker Innsbruck
- Oostenrijks landskampioen

1975, 1977
- Beker van Oostenrijk

1975, 1978, 1979
- Mitropacup

1975, 1976
 AZ'67
- KNVB beker

1982